# Belgische verkiezingen 1912
Op zondag 2 juni 1912 werden algemene wetgevende verkiezingen gehouden in België. Na ontbinding van het parlement werden alle volksvertegenwoordigers en senatoren opnieuw verkozen.

Kamer

Senaat

Het aantal te verkiezen zetels in de Kamer van volksvertegenwoordigers steeg van 166 naar 186 en in de Senaat van 83 naar 93. Naast die rechtstreeks verkozen senatoren waren er ook 27 provinciale senatoren.
Na ononderbroken katholieke regeringen sinds 1884 beoogde Koning Albert I een progressieve regering te vormen geleid door liberaal Paul Hymans. Kartellen van liberalen en socialisten gingen er licht op vooruit bij de gemeenteraadsverkiezingen van oktober 1911. De wetgevende verkiezingen gaven echter een overwinning aan de katholieken waardoor de regering-De Broqueville I in functie kon blijven.
Van de 7.571.387 inwoners in België waren 1.745.666 (23,1%) stemgerechtigd, die samen zo'n 2,8 miljoen stemmen hadden omwille van het meervoudig stemrecht.

## Uitslagen
|  | Partij        | Aantal zetels | Aantal stemmen | Aantal stemmen |
|  | ------------- | ------------- | -------------- | -------------- |
|  | Katholieken   | 101           | 1.337.315      | 51,01%         |
|  | Kartel        | 45            | 710.459        | 27,10%         |
|  | Liberalen     | 21            | 291.084        | 11,10%         |
|  | Socialisten   | 18            | 243.338        | 9,28%          |
|  | onafh/indép   | -             | 20.258         | 0,77%          |
|  | christ democr | 1             | 19.317         | 0,74%          |
|  | Totaal        | 186           | 2.621.771      | 100%           |

De Christendemocraat is Pieter Daens, verkozen in Aalst.
In het arrondissement Ieper werden de volgende volksvertegenwoordigers verkozen:
- Lijst 1 (29.089 stemmen): René Colaert en Félix Van Merris (katholiek)
- Lijst 2 (11.429 stemmen): Ernest Nolf (liberaal)
- Lijst 3 (1.443 stemmen): geen

## Verkozenen
- Kamer van volksvertegenwoordigers (samenstelling 1912-1919)
- Samenstelling Belgische Senaat 1912-1919